# 瓦迪哈勒法
瓦迪哈勒法是非洲國家蘇丹北部的城鎮，位於尼羅河右岸，毗鄰與埃及接壤的邊境，由北部省負責管轄，是該國的交通樞紐，海拔高度187米，2007年人口約15,725。

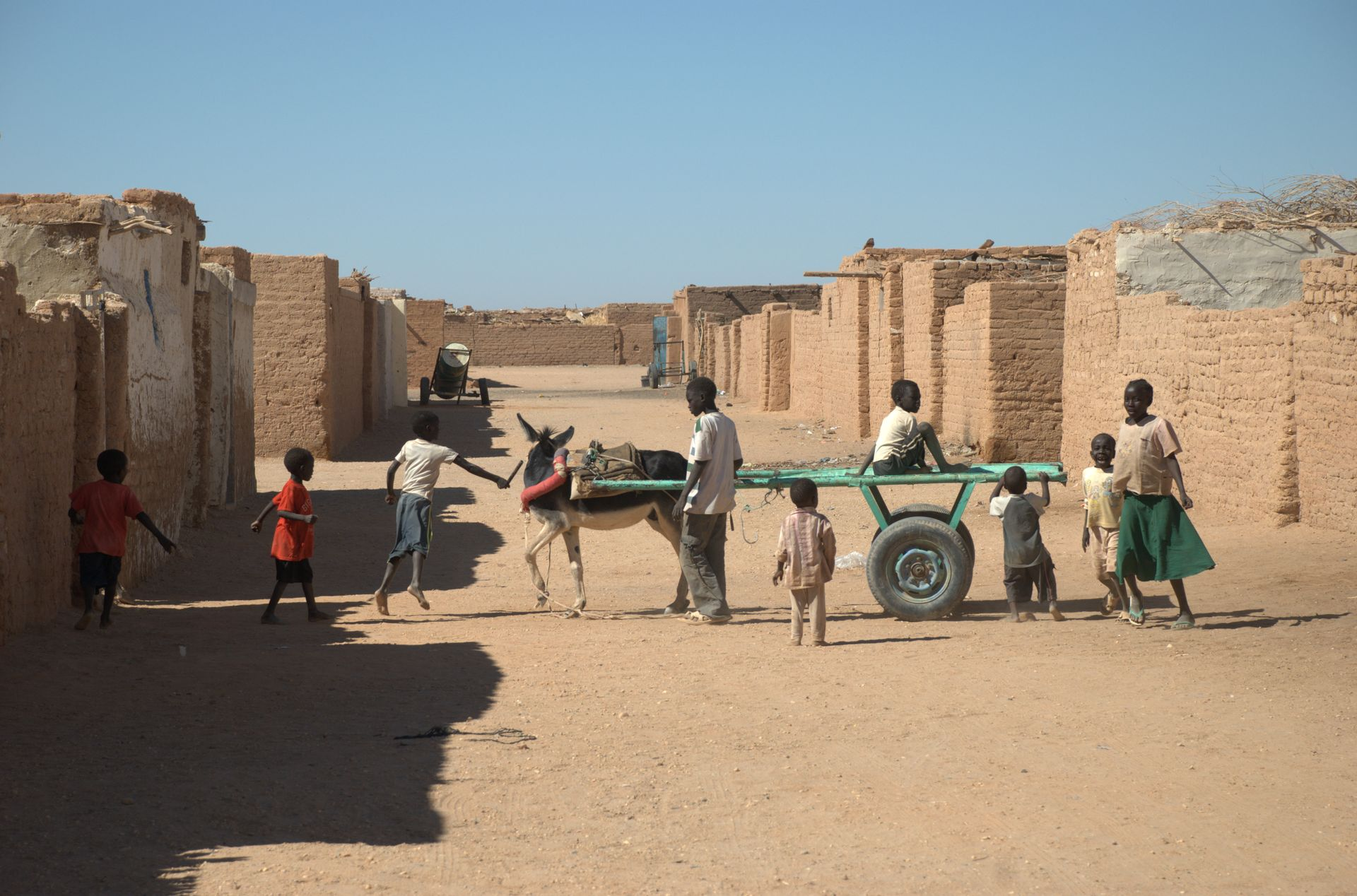

21°47′N 31°22′E / 21.783°N 31.367°E